# Wu Chien-lien
Wu Chien-lien (Yuanchang, 3 de julio de 1968) es una actriz y cantante taiwanesa. Empezó su carrera en Hong Kong. Se graduó en la Universidad Nacional de las Artes de Taipéi.

## Carrera cinematográfica
Su carrera empezó en 1990. Johnnie To la eligió para su primer papel actoral junto a Andy Lau en A Moment of Romance. Wu logró reconocimiento internacional por su papel en el largometraje Comer, beber, amar de 1994 del premiado director Ang Lee, en el que interpretó a la segunda de tres hermanas.
Su papel más aclamado hasta la fecha es el de Ann Hui en Eighteen Springs, de 1997, por la que recibió una nominación a Mejor Actriz en el Hong Kong Film Award y ganó el Premio a Mejor Actriz en el Hong Kong Film Critics Society.
Wu también ha actuado en series de televisión producidas en Taiwán, China continental y Singapur. Desde el cambio de milenio, su producción ha disminuido. Su última aparición cinematográfica fue en la película de Hong Kong de 2004, Jiang Hu.

## Discografía
- Love is Simple (1994)
- Inner Drama (1995)
- Terribly Upset (1995)
- Waiting Because of Love (1995)
- Come Back Home (1996)
- Hope (1997)

## Filmografía
| Año  | Título                         | Papel              | Notas |
| ---- | ------------------------------ | ------------------ | --- |
| 1990 | A Moment of Romance            | Jo Jo Huen         | Nominada - Premio de Cine de Hong Kong a Mejor Artista Revelación                                                           |
| 1991 | Royal Scoundrel                | Yuk                | |
| 1992 | Three Summers                  |                    | |
| 1992 | A Moment of Romance II         | Celia              | |
| 1993 | The Bare-Footed Kid            | Lien               | |
| 1993 | Casino Raiders II              | Lin                | |
| 1994 | Beginner's Luck                | May                | |
| 1994 | Comer, beber, amar             | Jia-chien          | |
| 1994 | The Returning                  | Elaine / Siu-lau   | Nominada - Premio de Cine de Hong Kong a la Mejor Actriz                                                                    |
| 1994 | God of Gamblers Returns        | Siu Yiu-yiu        | |
| 1994 | Love and the City              | Jo Jo              | |
| 1994 | Treasure Hunt                  | Mei                | |
| 1994 | How Deep Is Your Love          | Siu-fu             | |
| 1994 | Oh! My Three Guys              | Fok May            | |
| 1994 | In Between                     | Icy                | |
| 1994 | To Live and Die in Tsimshatsui | Ah-bo              | |
| 1995 | The Adventurers                | Crystal Lui 'Chan' | |
| 1995 | The Phantom Lover              | Yunyan             | Festival de Cine de Changchun a Mejor Actriz                                                                                |
| 1995 | Peace Hotel                    |                    | cameo |
| 1995 | Only Fools Fall in Love        | Mong Dee           | |
| 1995 | Mean Street Story              | Sue                | |
| 1995 | Dream Lover                    | Kitty              | |
| 1996 | Beyond Hypothermia             | Shu Lihan          | |
| 1996 | A Moment of Romance III        | Ting Siu-wo        | |
| 1997 | Eighteen Springs               | Gu Manzhen         | Premio de la Sociedad de Críticos de Cine de Hong Kong a Mejor Actriz Nominada - Premio de Cine de Hong Kong a Mejor Actriz |
| 1997 | Walk In                        | Li Yi-wah          | |
| 1997 | All's Well, Ends Well 1997     | Shenny             | |
| 1997 | Intruder                       | Yan                | |
| 1997 | Dragon Town Story              |                    | |
| 1998 | Ninth Happiness                |                    | |
| 1999 | Sorry Baby                     | Liu Xiaoyun        | |
| 2002 | Venus                          |                    | |
| 2004 | Jiang Hu                       | Mrs Hung           | |

| Año  | Título                                           | Papel        | Notas |
| ---- | ------------------------------------------------ | ------------ | ----- |
| 1998 | The Return of the Condor Heroes                  | Xiaolongnü   |       |
| 2001 | The Colour of Money                              |              |       |
| 2004 | The Game of Killing                              |              |       |
| 2005 | The Story of Han Dynasty                         | Lü Zhi       |       |
| 2005 | Ruan Lingyu                                      | Ruan Lingyu  |       |
| 2006 | Empress Dowager Feng of the Northern Wei Dynasty | Empress Feng |       |